# Uroplata lantanae
Uroplata lantanae là một loài bọ cánh cứng trong họ Chrysomelidae. Loài này được Buzzi & Winder miêu tả khoa học năm 1981.